# Campeonato Europeo de Halterofilia de 2004

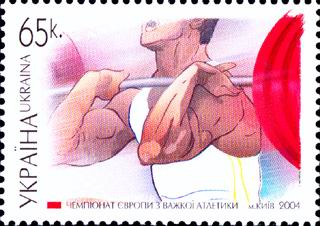
Sello dedicado al campeonato europeo de halterofilia de 2004, celebrado en Ucrania.

El LXXXIII Campeonato Europeo de Halterofilia se celebró en Kiev (Ucrania) entre el 19 y el 24 de abril de 2004 bajo la organización de la Federación Europea de Halterofilia (EWF) y la Federación Ucraniana de Halterofilia.

## Medallistas

### Masculino
| Evento  | Oro                                              | Plata                                                    | Bronce                                                 |
| ------- | ------------------------------------------------ | -------------------------------------------------------- | ------------------------------------------------------ |
| 56 kg   | Sedat Artuç Turquía 125,0 + 155,0 = 280,0        | Vitali Dzerbianiou · Bielorrusia · 127,5 + 152,5 = 280,0 | László Tancsics · Hungría · 122,5 + 147,5 = 270,0      |
| 62 kg   | Sevdalin Minchev Bulgaria 137,5 + 165,0 = 302,5  | Adrian Jigău · Rumania · 132,5 + 165,0 = 297,5           | Asif Məlikov Azerbaiyán 125,0 + 155,0 = 280,0          |
| 69 kg   | Ekrem Celil Turquía 147,5 + 190,0 = 337,5        | Nikolaj Pešalov · Croacia · 147,5 + 182,5 = 330,0        | Siarhei Laurenau · Bielorrusia · 150,0 + 175,0 = 325,0 |
| 77 kg   | Taner Sağır Turquía 167,5 + 200,0 = 367,5        | Mehmet Yılmaz Turquía 162,5 + 197,5 = 360,0              | Plamen Zheliazkov Bulgaria 165,0 + 195,0 = 360,0       |
| 85 kg   | İzzet İnce Turquía 175,0 + 205,0 = 380,0         | Zaur Tajushev · Rusia · 177,5 + 200,0 = 377,5            | Erdal Sunar Turquía 172,5 + 205,0 = 377,5              |
| 94 kg   | Milen Dobrev Bulgaria 185,0 + 217,5 = 402,5      | Eduard Tiukin · Rusia · 180,0 + 217,5 = 397,5            | Anatoli Mushyk · Ucrania · 177,5 + 217,5 = 395,0       |
| 105 kg  | Alan Tsagaev Bulgaria 182,5 + 237,5 = 420,0      | Dmitri Berestov · Rusia · 190,0 + 227,5 = 417,5          | Alexandru Bratan Moldavia 190,0 + 222,5 = 412,5        |
| +105 kg | Velichko Cholakov Bulgaria 200,0 + 245,0 = 445,0 | Viktors Ščerbatihs Letonia 192,5 + 245,0 = 437,5         | Ronny Weller · Alemania · 195,0 + 242,5 = 437,5        |

1. 1 2 3  Arrancada (kg) + dos tiempos (kg) = total olímpico (kg).

### Femenino
| Evento | Oro                                                    | Plata                                                     | Bronce                                                  |
| ------ | ------------------------------------------------------ | --------------------------------------------------------- | ------------------------------------------------------- |
| 48 kg  | Izabela Dragneva Bulgaria 82,5 + 97,5 = 180,0          | Svetlana Ulianova · Rusia · 75,0 + 100,0 = 175,0          | Rebeca Sires Rodríguez · España · 80,0 + 95,0 = 175,0   |
| 53 kg  | Nurcan Taylan Turquía 95,0 + 115,0 = 210,0             | Mărioara Munteanu · Rumania · 87,5 + 102,5 = 190,0        | Nastassia Novikava · Bielorrusia · 82,5 + 107,5 = 190,0 |
| 58 kg  | Aleksandra Klejnowska · Polonia · 95,0 + 127,5 = 222,5 | Aylin Daşdelen Turquía 98,5 + 122,5 = 220,0               | Zlatina Atanasova Bulgaria 92,5 + 122,5 = 215,0         |
| 63 kg  | Guergana Kirilova Bulgaria 100,0 + 127,5 = 227,5       | Dominika Misterska · Polonia · 100,0 + 127,5 = 227,5      | Anastasía Tsakiri · Grecia · 97,5 + 120,0 = 217,5       |
| 69 kg  | Sibel Şimşek Turquía 112,5 + 135,0 = 247,5             | Tatiana Matveyeva · Rusia · 107,5 + 137,5 = 245,0         | Vanda Maslovska · Ucrania · 110,0 + 132,5 = 242,5       |
| 75 kg  | Svetlana Podobedova · Rusia · 112,5 + 137,5 = 250,0    | Şule Şahbaz Turquía 115,0 + 132,5 = 247,5                 | Jristina Ioannidi · Grecia · 105,0 + 135,0 = 240,0      |
| +75 kg | Agata Wróbel · Polonia · 130,0 + 157,5 = 287,5         | Viktoriya Shaimardanova · Ucrania · 127,5 + 150,0 = 277,5 | Derya Açıkgöz Turquía 112,5 + 157,5 = 270,0             |

1. 1 2 3  Arrancada (kg) + dos tiempos (kg) = total olímpico (kg).

## Medallero
| Núm. | País        | Oro | Plata | Bronce | Total |
| ---- | ----------- | --- | ----- | ------ | ----- |
| 1    | Turquía     | 6   | 3     | 2      | 11    |
| 2    | Bulgaria    | 6   | 0     | 2      | 8     |
| 3    | Polonia     | 2   | 1     | 0      | 3     |
| 4    | Rusia       | 1   | 5     | 0      | 6     |
| 5    | Rumania     | 0   | 2     | 0      | 2     |
| 6    | Bielorrusia | 0   | 1     | 2      | 3     |
| 6    | Ucrania     | 0   | 1     | 2      | 3     |
| 8    | Croacia     | 0   | 1     | 0      | 1     |
| 8    | Letonia     | 0   | 1     | 0      | 1     |
| 10   | Grecia      | 0   | 0     | 2      | 2     |
| 11   | Alemania    | 0   | 0     | 1      | 1     |
| 11   | Azerbaiyán  | 0   | 0     | 1      | 1     |
| 11   | España      | 0   | 0     | 1      | 1     |
| 11   | Hungría     | 0   | 0     | 1      | 1     |
| 11   | Moldavia    | 0   | 0     | 1      | 1     |
|      | TOTAL       | 15  | 15    | 15     | 45    |